# Monomma pseudosepultum sambiranum
Monomma pseudosepultum sambiranum es una subespecie de coleóptero de la familia Monommatidae.

## Distribución geográfica
Habita en Madagascar.